# Gaio Licinio Geta
Gaio Licinio Geta (in latino Caius Licinus Geta; fl. II secolo a.C.) è stato un politico romano, console nel 116 a.C..

## Biografia
Fu eletto console per l'anno 116 a.C. ed ebbe Quinto Fabio Massimo Eburno come collega. L'anno successivo fu espulso dal Senato con altri 31 senatori. Alcuni anni dopo riuscì a recuperare il rango di senatore. Nel 108 a.C. fu censore.